# And Jëf/PADS
And Jëf/Parti Africain pour la Démocratie et le Socialisme (And Jëf/PADS, Gemeinsam Handeln/Afrikanische Partei für Demokratie und Sozialismus) ist eine sozialistische Partei in Senegal.

## Politische Ausrichtung
Die And Jëf/PADS ging 1991 aus der Fusion von vier linken Organisationen hervor: And-Jëf/Mouvement Révolutionnaire pour la Démocratie Nouvelle (AJ/MRND, ehemals maoistisch), Union pour la Démocratie Populaire (UDP, maoistisch), Organisation Socialiste des Travailleurs (OST, trotzkistisch) und dem Kreis um die Zeitschrift SUXXUBA (panafrikanistisch).
Die And Jëf/PADS war nach dem Regierungswechsel 2000 mit zwei Ministern in der Regierung von Präsident Abdoulaye Wade vertreten, der Generalsekretär der Partei Landing Savané als Minister für Industrie und Handwerk und Awa Fall Diop als Ministerin für die Zusammenarbeit mit parlamentarischen Institutionen. An der Regierungsbeteiligung gab es auf Grund der neoliberalen Regierungspolitik zunehmend Kritik seitens des linken Parteiflügels.
Im Jahr 2009 spaltete sich die Partei nach der Wahl von Mamadou Diop Decroix zum Generalsekretär, weil Landing Savané seine Abwahl nicht anerkennen wollte. Nachdem ein Rechtsstreit gegen seine Abwahl keinen Erfolg hatte, trat er für die Wahlen zur Nationalversammlung 2012 der Koalition Benno Bokk Yaakaar um Macky Sall bei, während Mamadou Diop Decroix für die AJ/PADS ein einziges Mandat gewann.
Bei der Präsidentschaftswahl 2019 unterstützte Mamadou Diop Decroix den Kandidaten Idrissa Seck.

## Wahlergebnisse

### Parlament
- 1993 – 4,9 % (3 von 120 Mandaten, im Bündnis mit zwei kleineren Gruppen)
- 1998 – 5,0 % (4 von 140 Mandaten)
- 2001 – 4,0 % (2 von 120 Mandaten)
- 2007 – (nicht angetreten)
- 2012 – 0,81 % (1 von 150 Mandaten)

Seitdem trat die Partei zu den Parlamentswahlen nur noch in Koalition mit anderen Parteien an.

### Präsidentschaft
- 2007 – 2,1 % – Kandidat: Landing Savané